# Sagramor de Scuvero Brandão
Sagramor de Scuvero Brandão, née à São Paulo (Brésil) le 30 septembre 1921 et morte à Rio de Janeiro le 9 octobre 1995, est une actrice et animatrice de radio brésilienne.

## Biographie
Née en 1921 à São Paulo, Sagramor de Scuvero Brandão commence sa carrière comme animatrice de la radio à São Paulo, dans les émissions locales.
Elle épouse le compositeur Miguel Gustavo, qui est également son collègue ; le couple a deux filles. Après le mariage, ils déménagent à Rio de Janeiro et Sagramor continue de travailler pour la radio, notamment à Rádio Globo, à Rádio Bandeirantes et à Rádio Mayrink Veiga,.
Durant cette période, elle écrit également plusieurs livres pour enfants. De 1948 à 1956, elle est conseillère municipale de Rio de Janeiro, étant la première femme élue au conseil municipal.
Elle meurt d'un cancer en 1995 à Rio de Janeiro.

## Émissions à Rádio Globo
- 1945 : Programa Feminino
- 1945 : Marcha Nupcial
- 1946–1952 : O Mundo Não Vale O Seu Lar

## Livres
- Na casa do sonho - Editora Anchieta - 1941
- Eu quero ficar homem - Editora do Brasil